# Vụ đánh bom khách sạn Việt Cường 1965
Vụ đánh bom khách sạn Việt Cường là sự kiện do toán đặc công Mặt trận Dân tộc Giải phóng miền Nam Việt Nam (Việt Cộng) gài bom ở Quy Nhơn vào tối ngày 10 tháng 2 năm 1965 khiến toàn bộ tòa nhà sụp đổ. Vụ nổ làm thiệt mạng 23 quân nhân Mỹ, bảy thường dân Việt Nam và hai trong số đặc công Việt Cộng.

## Bối cảnh
Khách sạn 4 tầng Việt Cường từng là nơi đóng quân của lính nhập ngũ quân đội Mỹ tại thành phố Quy Nhơn. Nhiều người trong số 60 quân nhân này có mặt ở đó đến từ Biệt đội 140 Công binh (Bảo trì Sân bay Trực thăng Chở hàng) đã hỗ trợ bảo trì bảo dưỡng cho Đại đội 117 Trực thăng Xung kích có trụ sở tại Sân bay Quy Nhơn.
Sau cuộc tấn công Trại Holloway của Quân Giải phóng miền Nam vào ngày 6–7 tháng 2 năm 1965, liên quân Mỹ và Việt Nam Cộng hòa bèn phát động Chiến dịch Flaming Dart gồm một loạt các cuộc không kích trả đũa chống lại Bắc Việt. Để đáp trả lại chiến dịch Flaming Dart, Quân Giải phóng miền Nam ngay lập tức lên kế hoạch tấn công một mục tiêu khác của Mỹ.

## Vụ nổ
Lúc 20 giờ 05 phút tối hôm đó, nhóm đặc công thuộc Quân Giải phóng miền Nam bắt đầu tấn công khách sạn, trong khi 2 tay đặc công bị toán lính Mỹ đứng canh trên mái khách sạn giết bằng súng máy; nhóm đặc công đã giết lính canh Việt Nam Cộng hòa cắm chốt bên ngoài tòa nhà và đặt bao tải ở cửa chính. Một quả bom nhựa nặng 100 pound đã được nhóm đặc công này kích nổ bên cạnh cầu thang vốn là nơi cung cấp sự hỗ trợ cấu trúc chính cho cả tòa nhà. Vụ nổ khiến toàn bộ khách sạn đổ sập xuống đất, khiến cho 21 thành viên của Biệt đội 140 Công binh cùng với 2 binh sĩ khác và 7 thường dân Việt Nam thiệt mạng.

## Hậu quả
Sau khi hay tin về vụ nổ này, Tổng thống Johnson đã ra lệnh tiến hành Chiến dịch Flaming Dart II. Tất cả những công dân phụ thuộc của người Mỹ ở miền Nam Việt Nam đều được Tổng thống cho phép dùng máy bay chở về nước nhằm đảm bảo an toàn cho họ.